# Gavarilla
Gavarilla este un gen de păianjeni din familia Salticidae.
Cladograma conform Catalogue of Life:
| Gavarilla | \| \| Gavarilla aretada \| \| \| \| \| \| Gavarilla ianuzziae \| \| \| \| |
|           | \| \| Gavarilla aretada \| \| \| \| \| \| Gavarilla ianuzziae \| \| \| \| |
|           | Gavarilla aretada                                                         |
|           |                                                                           |
|           | Gavarilla ianuzziae                                                       |
|           |                                                                           |